# سید مرتضی حسینی شیرازی
سید مرتضی حسینی شیرازی (زاده ۱۳۸۴ قمری در کربلا) مجتهد و روحانی شیعه است.
او فرزند سید محمد حسینی شیرازی و برادر زاده سید صادق شیرازی و برادر سید محمد رضا شیرازی از خانواده میرزای شیرازی می‌باشد .

## تالیفات
وی تاکنون به تألیف بیش از سی عنوان کتاب در زمینه‌های مختلف معارف اسلامی پرداخته‌است.
- أضواء علی حیاة الإمام علی علیه السلام
- لمحات من حیاة الإمام الحسن علیه السلام
- شوری الفقهاء
- السیدة نرجس علیها السلام مدرسة الأجیال
- فی السجن کانت مقالات
- معالم المجتمع المدنی فی منظومة الفکر الإسلامی
- فقه الرشوة
- تجلیات النصرة الإلهیة للزهراء المرضیة علیها السلام
- السیدة نرجس علیها السلام مدرسة الاجیال
- الحوار الفکری
- من سیظهر دین الله؟
- أضواء علی حیاة الامام علی علیه السلام
- لماذا لم یصرح باسم الامام علی علیه السلام فی القران الکریم
- شرعیة وقدسیة ومحوریة النهضة الحسینیة
- لمن الولایة العظمی
- حفظ کتب الضلال و مسببات الفساد
- (الامام الحسین علیه السلام) وفروع الدین
- توبوا إلی الله